# 陳淑容 (外交官)

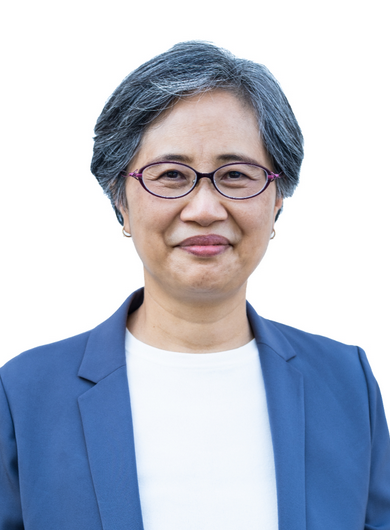
駐蒙特婁辦事處刊登肖像照

陳淑容，中華民國外交官。

## 學歷
- 國立中央大學法文系（1988年—1990年）
- 斯特拉斯堡大学歷史學士（1991年—1992年）
- 史特拉斯堡大學歐盟整合史碩士（1992年—1994年）
- 史特拉斯堡大學博士候選人（1994年—1996年）

## 經歷
- 外交部歐洲司薦任科員（1996年—2000年）
- 駐法國台北代表處二等秘書／三等秘書（2000年—2006年）
- 外交部歐洲司二等秘書回部辦事（2006年—2008年）
- 外交部領事事務局資訊小組組長（2008年—2010年）
- 駐瑞士臺北文化經濟代表團日內瓦辦事處副參事／一等秘書（2010年—2016年）
- 外交部公眾外交協調會副參事回部辦事（2016年—2019年）
- 外交部拉丁美洲及加勒比海司副司長／副參事回部辦事（2019年—2023年）
- 外交部條約法律司專門委員（2023年—2024年）
- 駐歐盟兼駐比利時代表處組長／副組長（2024年—2025年）
- 駐蒙特婁臺北經濟文化辦事處總領事銜處長（2025年—）[註 1]

| 外交職務      | 外交職務                        | 外交職務 |
| ------------- | ------------------------------- | -------- |
| 前任： 陳珮瑩 | 中華民國駐蒙特婁處長 2025年7月— | 繼任： ' |